# Cunho
O cunho é em náutica uma peça tradicionalmente em madeira, mas hoje em metal, que serve para bloquear um cabo.

## Utilização
Geralmente com a forma de um T achatado e de braços muito abertos é principalmente usado para como:
- cunho de amarração - de forma volumosa é usado nos cais quando a embarcação está atracada;
- cunho de morder' - para bloquear uma adriça ou escota. Este tipo também é conhecido por piano.
- cunho de escota - geralmente de forma assimétrica (um braço é maior que o outro), serve para prender uma escota com um vulgar nó simples.

## Imagens

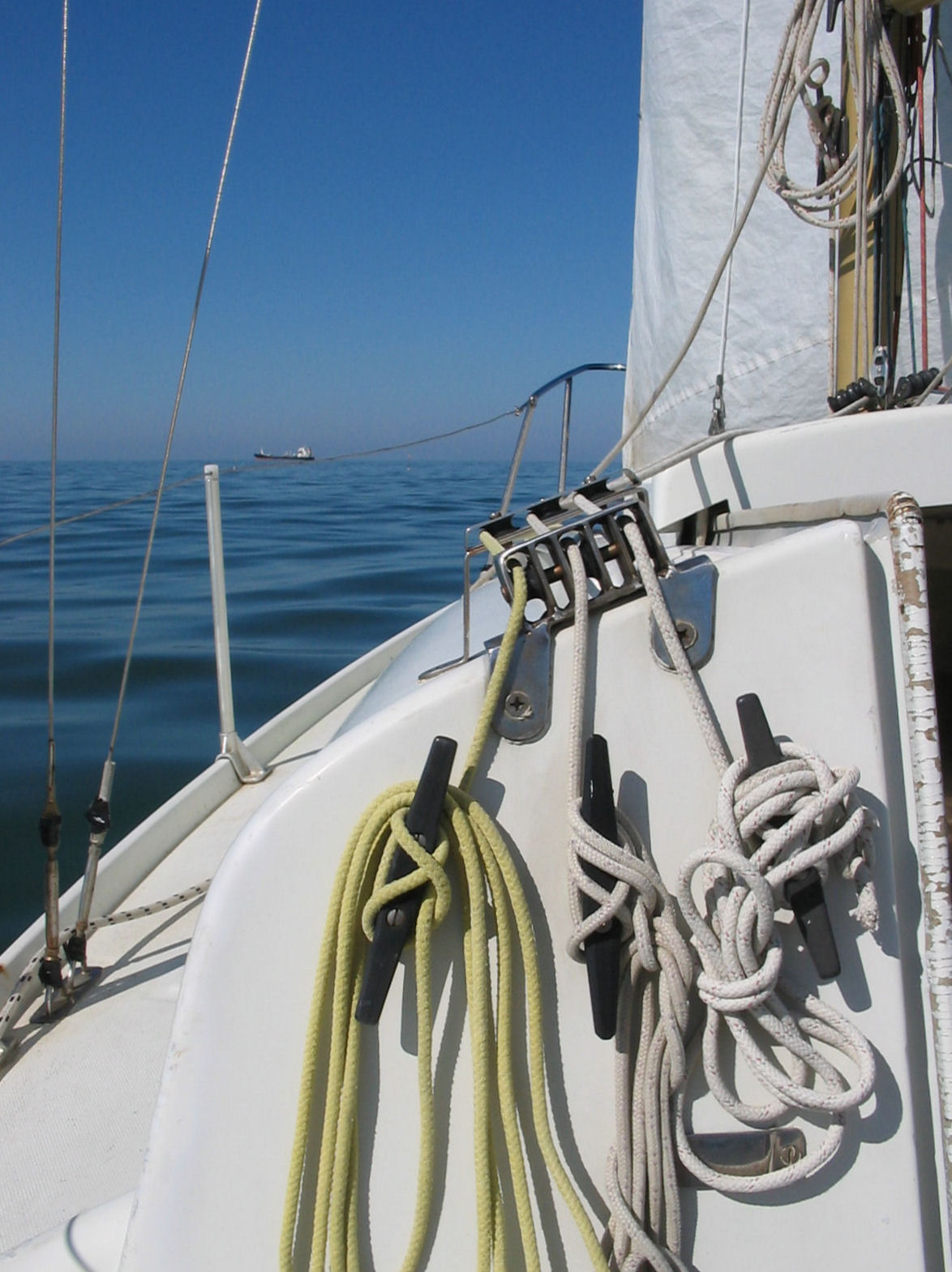
Cunho de amarração com adriça
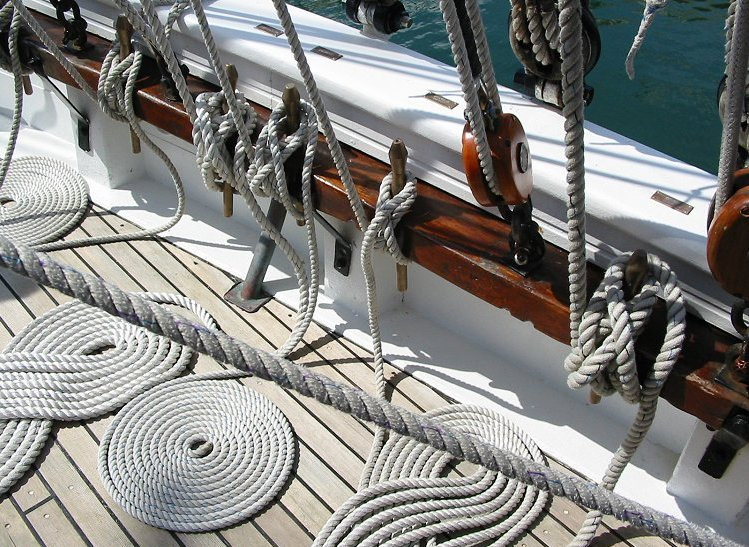
Cunho de alterna
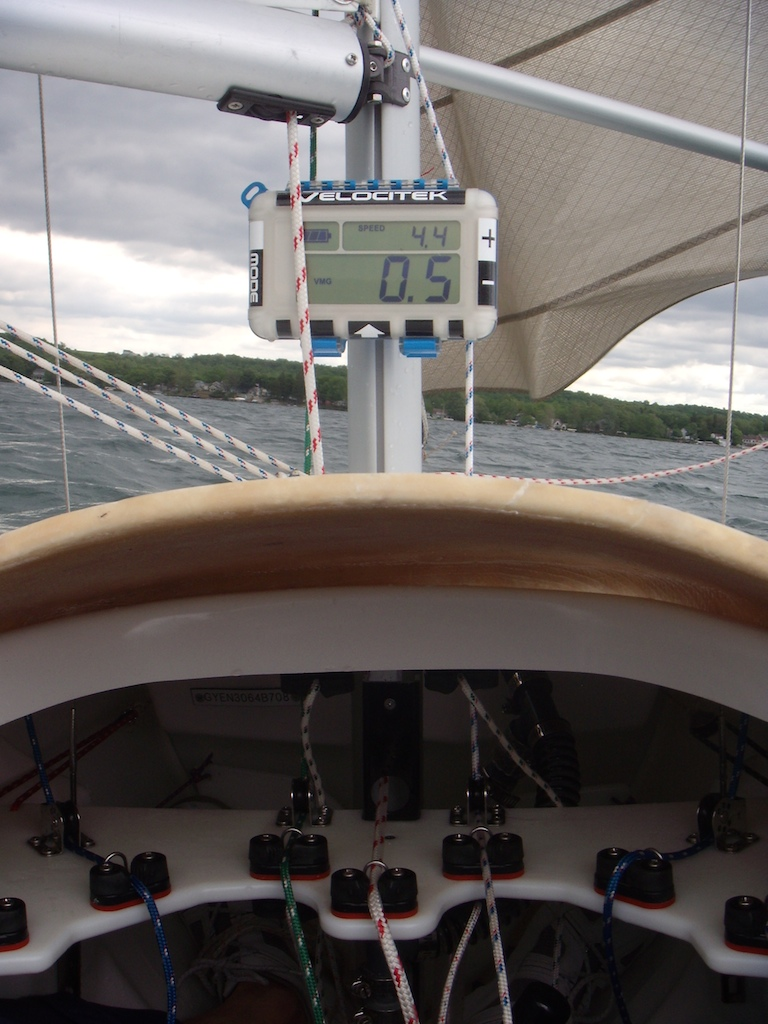
Cunho de morder (piano)
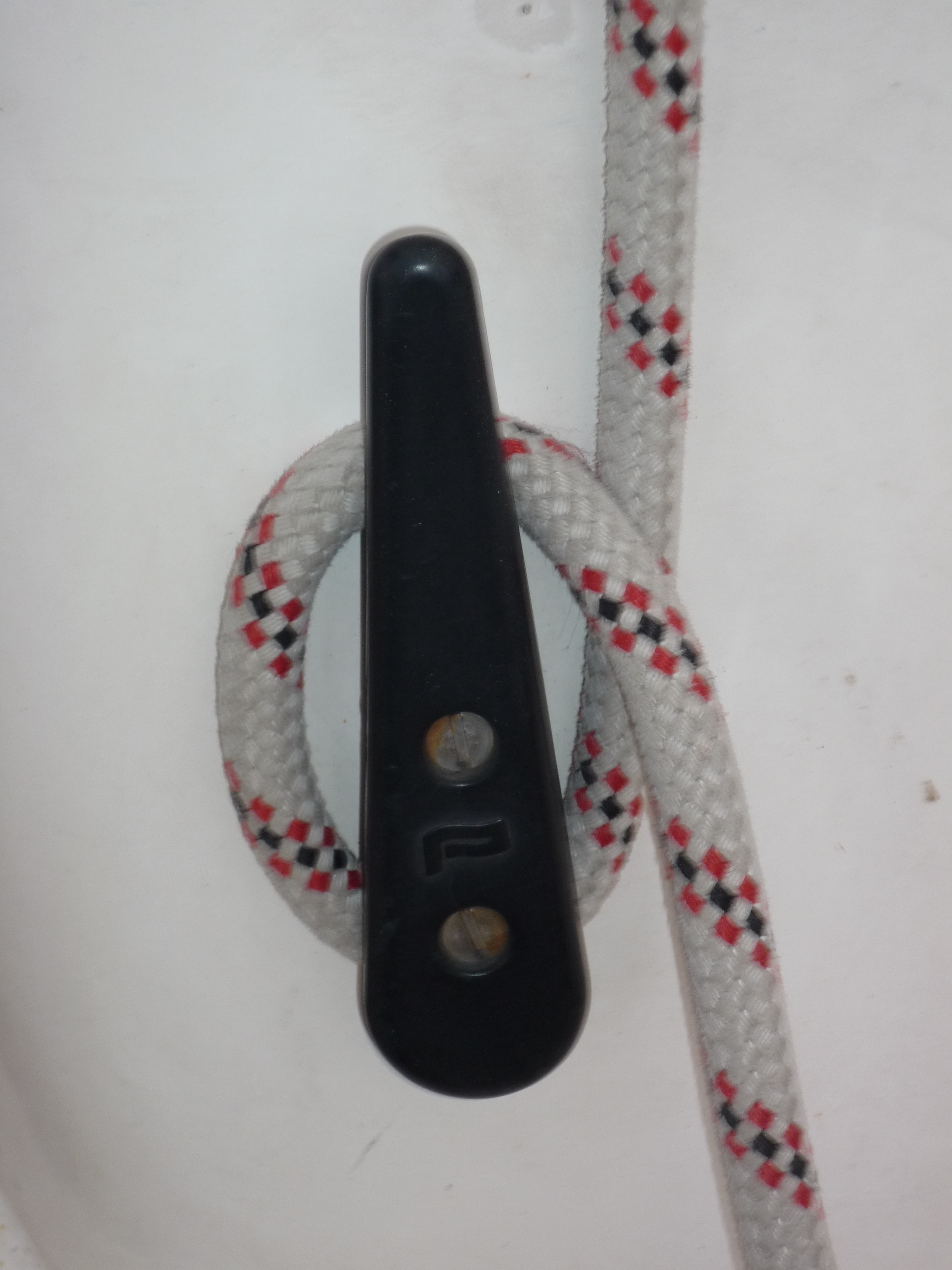
Cunho de escota